# Zora Dalmatinska
Zora dalmatinska byl první chorvatský obrozenecký tištěný časopis v Dalmácii.
Začal vycházet roku 1844 v Zadaru.

## Založení časopisu a jeho osnovatelé
Za vznikem časopisu stojí Ante Kuzmanić. Na titulní straně prvního čísla byla otištěna píseň Petra Preradoviće „Zora puca, bit će dana”.
Byl to první národní časopis mimo Zagreb. Na jeho stránkách vycházela díla evropských spisovatelů (Homéra, Danta, soudobých romantiků a dalších). Přispívali zde také mnozí chorvatští spisovatelé. 
Vycházel v letech 1844–1849.